# Montuhotepi
Montuhotepi (uralkodói nevén Szanhenré) ókori egyiptomi uralkodó a második átmeneti kor idején. Kim Ryholt és Darrell Baker szerint a XVI. dinasztia ötödik uralkodója, és hatalma Thébára és környékére terjedt ki. Jürgen von Beckerath a XVII. dinasztia ötödik királyának, Dzsehuti utódjának tartotta, VII. Montuhotepként, Wolfgang Helck pedig VI. Montuhotepként, a torinói királylista legújabb, Kim Ryholt általi olvasata szerint azonban a XVI. dinasztiához tartozik.

## Említései
Montuhotepit említi egy karnaki sztélé és egy ismeretlen lelőhelyű szkarabeusz; utóbbin az uralkodói nevet olvasták Szeuahenréként, Szeuadzsenréként és Szanhenréként is. 1924-ben két, mészkőből készült szfinxét is felfedezték az edfui Hórusz-templom romjai közt; az egyiken a Szanhenré uralkodói név állt, a másikon a Montuhotepi név. Nevét említi a torinói királylista is, Szanhenréként.

## Uralkodása
Amennyiben helyes Ryholt olvasata, mely szerint Szanhenré Montuhotepi a torinói királylistán szereplő királlyal azonos, úgy III. Noferhotepet követte a trónon, és csak egy évig uralkodott. Rövid uralkodását valószínűleg az Alsó-Egyiptomot megszállva tartó, hükszosz XV. dinasztiával folytatott állandó konfliktusok jellemeztéj. A XVI. dinasztia hatalma erre az időre már meggyengült, uralmuk alig terjedt tovább Théba területénél. Karnaki sztéléjén Montuhotepi hangsúlyozza, hogy „én vagyok a király Thébában, ez az én városom”, és a várost „az egész föld úrnőjének, a győzelem városának” nevezi. Beszámol arról, hogy visszaverte „az idegen földeket”, ami feltehetőleg a hükszoszokat, esetleg a núbiaiakat jelentette. A sztélé hangsúlyozza Montuhotepi seregének erejét, a királyt Szahmethez hasonlítja, aki lángoló lehelletével öli meg ellenségeit. Montuhotepit I. Nebirierau követte, aki 25 éven át uralkodott Felső-Egyiptomban.

## Fordítás
- Ez a szócikk részben vagy egészben  a   Seankhenre Mentuhotepi című angol Wikipédia-szócikk ezen változatának fordításán alapul.  Az eredeti cikk szerkesztőit annak laptörténete sorolja fel. Ez a jelzés csupán a megfogalmazás eredetét és a szerzői jogokat jelzi, nem szolgál a cikkben szereplő információk forrásmegjelöléseként.